# نائوکی کوداکا
نائوکی کوداکا (انگلیسی: Naoki Kodaka؛ زادهٔ) موسیقی‌دان اهل ژاپن است. وی از سال ۱۹۸۶ میلادی تاکنون مشغول فعالیت بوده‌است.